# چک کارو
چک کارو (نام علمی: Cercomela schlegelii) نام یک گونه از سرده چک‌های بیابان است.